# Епархия Мохалес-Хука
Епархия Мохалес-Хука (лат. Dioecesis Mohaleshoekensis) — епархия Римско-Католической церкви с центром в городе Мохалес-Хук, Лесото. Епархия Мохалес-Хука распространяет свою юрисдикцию на районы Мафетенг и Мохалес-Хук. Епархия Мохалес-Хука входит в митрополию Масеру. Кафедральным собором епархии Мохалес-Хука является церковь святого Патрика.

## История
10 ноября 1977 года Римский папа Павел VI издал буллу Ut fert creditum, которой учредил епархию Мохалес-Хука, выделив её из архиепархии Масеру.

## Ординарии епархии
- епископ Себастьян Кото Хораи (10.11.1977 — 11.02.2014) — кардинал с 19 ноября 2016 года;
- епископ John Joale Tlhomola (с 11.02.2014).

## Источник
- Annuario Pontificio, Libreria Editrice Vaticana, Città del Vaticano, 2003, ISBN 88-209-7422-3
- Булла Ut fert creditum, AAS 70 (1978), стр. 81 (лат.)